# Москера, Луис Фелипе
Лу́ис Фели́пе Моске́ра Паре́дес (исп. Luis Felipe Mosquera Paredes; род. 5 июня 2002) — колумбийский футболист, нападающий клуба «Америка» (Кали).

## Клубная карьера
Москера — воспитанник клуба «Америка» (Кали). 16 мая 2022 года в матче против «Унион Магдалена» он дебютировал в Кубке Мустанга. 3 сентября 2023 года в поединке против «Альянса Петролера» Луис забил свой первый гол за «Америку». 

## Международная карьера
В 2023 году в составе олимпийской сборной Колумбии Москера принял участие в домашних Панамериканских играх. На турнире он сыграл в матчах против команд Гондураса, США, Уругвая и Бразилии.